# تعادل اقتصادی

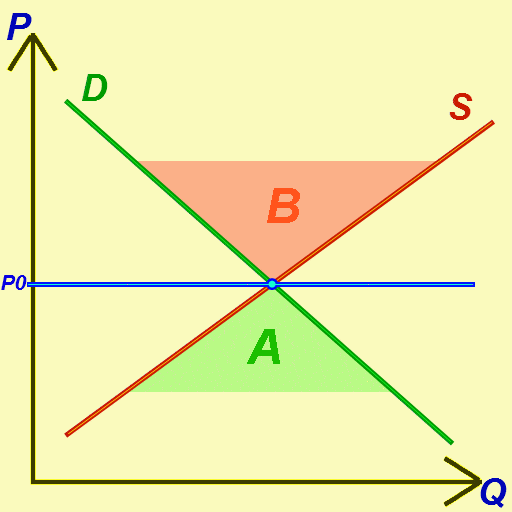
قیمت بازار متوازن: *P - قیمت *Q - مقدار کالا
- S - عرضه
- D - تقاضا
- P۰ - قیمت بازار متوازن
- A - اضافه تقاضا - وقتی که P<P0
- B - اضافه عرضه - وقتی که P>P۰

درعلم اقتصاد، تعادل اقتصادی در یک کشور از جهان جایی است که بردارها متعادل هستند و در غیاب اثرات برونی (تعادل) ارزش متغیرهای اقتصادی تغییر نخواهد کرد. این نقطه ایست که مقدار تقاضا ومقدار عرضه برابرند. تعادل بازار، برای مثال، برگشت به شرایطی که قیمت بازار تصدیق شده از طریق رقابت بین مقدار کالاها و خدمات خریداران که برابر با مقدار کالاها وخدمات تولیدی فروشندگان است. این قیمت خیلی اوقات نامیده می‌شود قیمت تعادلی یا قیمت تسویهٔ بازارو تمایل نداشتن به تغییر مگر تغییر تقاضا

## ویژگی تعادل
وقتی قیمت بالا تراز نقاط متساوی الاضلاع از تعادل اقتصادی است. در بیشتر داستان‌های ساده در اقتصاد خرد از عرضه و تقاضا در یک بازار که تعادل ایستا مشاهده می‌شود در یک بازار؛ اگر چه، تعادل اقتصادی در رابطهٔ غیر بازاری می‌تواند وجود داشته باشد و پویا باشد. تعادل در بازار ممکن است چند گذری یا عمومی باشد، که هدایت می‌کند به تعادل جزئی از یک بازار تک.
در اقتصاد، دوره تعادل اشاره می‌کند به حالتی از تعادل بین بردار عرضه و بردار تقاضا. برای مثال، افزایش در عرضه تعادل را به هم می‌ریزد، قیمت را به سمت پایین هدایت می‌کند. سرانجام، یک تعادل جدید در بیشتر بازارها به دست خواهد آمد. تغییر به وجود نخواهد آمد در قیمت یا مقدار واحد تولید خریداران و فروشندگان و تغییر مسیر می‌دهد به بیرون عرضه و تقاضا را (مثل تغییر در تکنولوژی یا سلیقه) و بردار قیمت و مقدار را به سمت درون هدایت نمی‌کند.
همهٔ تعادل اقتصادی پایدار نیست. برای یک تعادل پایدار، یک انحراف کوچک از تعادل بردارهای اقتصاد را هدایت می‌کند تا برگردد به یک خرده سیستم اقتصادی در مقابل تعادل اصلی. برای مثال، اگر حرکت بیرونی عرضه/تقاضا را هدایت کند به یک اضافه عرضه (عرضه بیش از تقاضا) که وادار می‌کند قیمت را کاهش دهد تا بازار برگردد به وضعیتی که مقدار تقاضا برابر با مقدار عرضه است. اگر منحنی‌های عرضه وتقاضا بیش از یک بار تقاطع یابند دو تعادل پایدار و ناپایدار ایجاد می‌کنند.
بیشتر اقتصاد به بیان پل ساموئلسون احتیاط در برابر الصاق اصولی (ارزش داوری) مفهوم تعادل قیمت است. برای مثال، شاید بازارهای غذا زمانی در تعادل است که مردم در حال انبار کردن (زیرا آن‌ها نمی‌توانند برای تهیه پرداخت کنند بالاتر از قیمت تعادلی) حقیقتاً این اتفاق افتاده در طول قحطی طولانی در ایرلند در سال ۱۸۵۲–۱۸۴۵، تا جاییکه غذا صادر می‌کرد اگرچه مردمش در حال انبار کردن بودند، ناشی می‌شد سود فروشش به انگلیس بزرگتر شود که قیمت تعادلی برای سیب زمینی ایرلند-بریتانیا بالاتر از قیمتی که کشاورزان ایرلندی می‌توانستند تهیه کنند، بدین معنی که انبار کنند.

## تفاسیر
در تفاسیر بیشتر، اقتصاددان‌های کلاسیک مثل آدام اسمیت حمایت می‌کنداز تمایل به بازار آزاد در تعادل اقتصادی آینده به واسطهٔ مکانیزم قیمتی. یعنی، هر اضافه عرضه (عرضه‌های بازار یا عرضه بیش از تقاضا) تمایل تمایل دارد سوق دهد شکاف قیمتی را، که کاهش دهد مقدار عرضه (توسط کاهش انگیزهٔ تولید و فروش تولید) و افزایش در مقدار تقاضا (توسط ارایهٔ مذاکرات مصرف‌کننده‌ها) به‌طور خودکار از میان می‌برد عرضهٔ بیش از تقاضا را. همانند، غیر پایبند بودن بازار، هر اضافه تقاضا (یا کمبود) تمایل به سوق دادن افزایش قیمت، کاهش مقدار تقاضا (مشتری‌هایی هستند که قیمتشان خارج از بازاراست) و افزایش در مقدار عرضه (موجب می‌شود تولید و فروش تولید بالا رود). قبل از عدم تعادل (در اینجا کسری) ظاهر نمی‌شود. از بین بردن اتو ماتیک غیر تسویه‌ای بازار وضعیت تفکیک بازارها از برنامه‌ریزی طرح‌ها، که خیلی اوقات برای گیرندهٔ قیمتی مشکله تحمل کند پا فشاری در برابر کمبود کالاها و خدمات.
این نشان می‌دهد مبادرت پایین به این دو دید گاه. نقاط مسیر اصلی اقتصاد مدرن به موردی اشاره می‌کند به مواردی که تعادل برابر نیست با تسویه بازار (اما در عوض بیکارند)، چنانچه با فرض اینکه دستمزد مؤثر کارگر اقتصادی است. در راه‌ها یی هم‌زمان اثر طبیعی پدیدهاای که از سهمیه اعتباراتی که بانک‌ها نگه می‌دارند در مقابل نرخ پایین که ایجاد می‌کند اضافه تقاضا برای قرض گرفتن، بنابراین آن‌ها می‌توا نند انتخاب کنند سهمیه برای کسانی که به آن‌ها وام بدهند. مجدداً، تعادل اقتصادی می‌تواند رابطه داشته باشه با انحصار، جاییکه بنگاه انحصارگر با حمایت کوتاه مصنویی قیمت را بالا نگه می‌دارد و سود را حداکثر می‌کند. سر انجام نقاط راهنمای اقتصاد کلان استخدام بالاتر از تعادل، جاییکه عرضه نیروی کار (به معنی بیکاری چرخشی) موجود است برای یک مدت طولانی یا کوتاه از تقاضای کل.
در دست دیگر، مدرسهٔ استرا لیایی و ژوزف شومپیتر حمایت کردند که دورهٔ تعادل کوتاه است هرگز نمی‌رسدهر کسی همیشه تا بدست بیاورد مزیت از سیستم قیمت گذاری و بنابراین همیشه پویا در سیستم. در بازار آزاد توانایی ندارند تا خلق کنند یک تعادل ساکن یا عمومی اما در عوض منابع آلی توانایی شخص را می‌خواهد تا کشف کند بهترین روش‌ها را تا حمل کند اقتصاد را به جلو.

## باز کردن قیمت تعادلی
برای باز کردن قیمت تعادلی، باید یک منحنی عرضه و تقاضا کشید، یا باز کرد معادلهٔ برابری.
{\displaystyle {\begin{alignedat}{2}Q_{s}&=124+1.5\cdot P\\Q_{d}&=189-2.25\cdot P\\\\Q_{s}&=Q_{d}\\\\124+1.5\cdot P&=189-2.25\cdot P\\(1.5+2.25)\cdot P&=(189-124)\\P&={\frac {189-124}{1.5+2.25}}\\P&={\frac {65}{3.75}}\\P&=17.33\\\end{alignedat}}}
در این نمودار، شرح می‌دهد مجموعهٔ ساده از منحنی‌های عرضه و تقاضا که مقدار تقاضا و عرضه در قیمت(P) برابرند.
عرضه تجاوز می‌کند از تقاضا، اگر چه در قیمت پایین P در هر قیمتی بالای مقدار تقاضا فراتر از عرضه است. به عبارت دیگر، قیمت آنجا که عرضه و تقاضا از تعادل بیرون است نقاط دوره‌ای غیر تعادلی کوتاه روی عرضه. تغییر در شرایطی از تقاضا یا عرضه که تغییر جهت خواهد داد منحنی‌های تقاضا یا عرضه. این موجب تغییر قیمت تعادلی و مقدار در بازار می‌شود.
ملاحظه کنید عرضه و تقاضا را در فهرست زیرین:
| قیمت ($) | تقاضا  | عرضه   |
| -------- | ------ | ------ |
| 8.00     | 6،000  | 18،۰۰۰ |
| 7.00     | 8،000  | 16،۰۰۰ |
| 6.00     | 10،000 | 14،۰۰۰ |
| 5.00     | 12،000 | 12،۰۰۰ |
| 4.00     | 14،000 | 10،۰۰۰ |
| 3.00     | 16،000 | 8،۰۰۰  |
| 2.00     | 18،000 | 6،۰۰۰  |
| 1.00     | 20،000 | 4،۰۰۰  |

- تعادل قیمت در بازار ۵٫۰۰ دلار است جاییکه تقاضا و عرضه برابر ۱۲۰۰۰ واحد هستند.
- اگر قیمت جاری بازار ۳٫۰۰ باشد خلق می‌کند اضافه تقاضا کوتاه برای ۸۰۰۰ واحد.
- اگر قیمت جاری بازار ۸٫۰۰ دلار باشد اضاف عرضه ۱۲۰۰۰ واحد است.

وقتی ما کمبود در بازار می‌بینیم برای اینکه اصلاح کنیم این عدم تعادل راقیمت کالا افزایش یابد قیمت بر می‌گردد به ۵٫۰۰ دلار، بدین گونه، مقدار تقاضا کمتر شده و مقدار عرضه افزایش می‌یابد بدین گونه بازار در تعادل است. وقتی اضافه عرضه از یک کالا هست، مثل وقتی که قیمت بالای ۶٫۰۰ دلار است، سپس ما می‌بینیم وقتی که تولید کاهش خواهد داد قیمت را سپس افزایش می‌یابد مقدار تقاضا برای کالا، بدین گونه این اضافه محدود می‌شود و تعادل بازار به عقب بر می‌گردد.
به عنوان مثال، شروع از وضعیت عرضه و تقاضای بالا و افزایش سطح از دست دادن درآمد شاید تولید یک جدول جدید برای تقاضا کند، مثل فهرست در زیر آمده:
| قیمت ($) | تقاضا  | عرضه   |
| -------- | ------ | ------ |
| 8.00     | 10،000 | 18،۰۰۰ |
| 7.00     | 12،000 | 16،۰۰۰ |
| 6.00     | 14،000 | 14،۰۰۰ |
| 5.00     | 16،000 | 12،۰۰۰ |
| 4.00     | 18،000 | 10،۰۰۰ |
| 3.00     | 20،000 | 8،۰۰۰  |
| 2.00     | 22،000 | 6،۰۰۰  |
| 1.00     | 24،000 | 4،۰۰۰  |

اینجا ما می‌بینیم افزایش خواستهٔ از دست دادن درآمد، افزایش می‌دهد مقدار تقاضا ی کالا توسط ۴۰۰۰ واحد از هر قیمت. این افزایش در تقاضا اثرا می‌گذارد وباعث تغییر مسیر منحنی تقاضا به سمت راست می‌شود. به دلیل این تغییر در قیمت است که مقدار عرضه برابر با مقدار تقاضا است. در این مورد ما می‌بینیم دو برابر می‌شود هر افزایش قیمت از۶٫۰۰ دلار توجه کنید که کاهش در از دست دادن درآمد اثر وارونهٔ تحمیلی دارد روی تعادل بازار.
بنا بر این اینجا ما می‌بینیم رفتار مشابه در قیمت وقتی یک تغییر در جدول عرضه اتفاق می‌افتد؛ چه به دلیل تغییرات تکنولوژی وچه به دلیل تغییر در هزینه‌های داد و ستد. افزایش در کاربرد تکنولوژی یا داشتن کاهش در هزینه‌ها چه اثرات افزایشی در مقدار عرضه در هر قیمت دارد، بدین گونه باعث کاهش قیمت تعادلی می‌شود. از سویی دیگر، کاهش در تکنولوژی یا افزایش در هزینه‌های داد و ستد، کاهش خواهد داد مقدار عرضه در هر قیمت، بدین گونه قیمت تعادلی را افزایش می‌دهد.
مراحلی از مقایسهٔ هر یک از دو تعادل ایستا، در مثال بالایی، نشان می‌دهد مقایسهٔ ایستایی را. برای مثال، پس از افزایش در درآمد مصرف‌کننده گان منجر به بالا رفتن قیمت می‌شود (و یک کاهش در درآمد مصرف‌کننده منجر به بالا رفتن قیمت در هر مورد که دو چیز تغییر می‌کنند در همان جهت مشابه)، ما بیان می‌کنیم مقایسهٔ اثرات ایستایی از درآمد مصرف‌کننده جاییکه قیمت مثبت است. این راه‌های دیگری از بیان کردن کل قیمت فرعی در رابطه با درآمد مصرف‌کننده است که بزرگتر از صفر است.